# Paleogenetică
Paleogenetica este studiul trecutului bazat pe studierea genetică a rămășițelor organismelor care au trăit în diferite perioade istorice, folosind materialul genetic conservat în situri arheologice.  Oamenii de științe Emile Zuckerkandl și Linus Carl Pauling au folosit pentru prima dată termenul de "paleo-genetică" în 1963, referindu-se la examinarea posibilelor aplicații folosite la reconstituirea trecutului folosind secvențe ale substanțelor cunoscute ca  polipeptide.  Prima secvență de ADN (acid dezoxiribonucleic) vechi, a fost izolată dintr-un specimen extinct de quagga, aflat în muzeu, de către echipa condusă de Allan Wilson, și a fost menționată în primul studiu de acest fel, publicat în 1984. 
Paleogeneticienii nu re-creează organisme, ci pun împreună secvențele de ADN vechi utilizând diferite metode analitice.  Din multe puncte de vedere, genetica unui anumit organism este "singurul martor direct al speciilor extincte și al evenimentelor evoluționare" (conform originalului, din limba engleză "the only direct witnesses of extinct species and of evolutionary events").

## Articole conexe
- Paleontologie
- Ramuri ale geneticii